# 北槎聞略
『北槎聞略』（ほくさぶんりゃく）は、桂川甫周が大黒屋光太夫らから聴取した内容などをもとに著した地誌。寛政6年（1794年）成立。本文11巻・付録1巻・衣類器什図等2軸・地図10葉から成る。日本の漂流記の最高傑作とされ、日本のロシア学の発端と位置づけられる作品である。

## 内容
天明2年12月（1783年）、駿河沖で遭難した伊勢国の神昌丸の乗組員が、約8か月の漂流の末、船内で死亡した1名を除く16名が、当時ロシア帝国の属領となっていたアリューシャン列島のアムチトカ島（アミシヤツカと表記、以下括弧内は『北槎聞略』中の表記）に漂着した。彼らは厳しい冬で仲間を次々と失いながらも、4年後に現地のロシア人と協力して船を手作りし、カムチャツカ（カムシヤツカ）に渡る。翌年に同地を出発し、オホーツク（ヲホツカ）、ヤクーツク（ヤコツカ）を経由し、寛政元年（1789年）にイルクーツク（イルコツカ）に到着した。船頭光太夫は日本帰国の許しを得るため、キリル・ラクスマン（ラックスマン）の協力を得て、モスクワ（ムスクワとも記す）経由で帝都サンクトペテルブルク（ペートルボルグ）に向かう。光太夫らは女帝エカチェリーナ2世（ヱカテリナ）に拝謁、9か月のサンクトペテルブルク滞在後、帰化した2名や死者を除いた3名が遣日使節アダム・ラクスマンと共に帰国の途に着き、寛政4年（1792年）9月に根室に到着する。根室で死亡した1名を除く光太夫と磯吉の2名は江戸に渡り、翌1793年9月18日、吹上御苑にて将軍に拝謁、ロシアから持ち帰った品を献上する。
幕府の医官で蘭学者の桂川甫周は、光太夫と磯吉に諮問し、その答えとドイツ人のヨハン・ヒューブナーによって記された世界地理書のオランダ語訳である「Algemeen Geographie」（『ゼヲガラヒ』と表記）のロシアについての記述などを参照しながら、その見聞体験を収録した。記載内容の中には、漂流やロシア帝国内の移動の苦労や厳しい冬、仲間を厳しい寒さなどで次々に失う様子、ロシアの多くの人々との出会い、皇帝への謁見、日本帰国などの「漂流記」からロシアの風俗、衣服、文字、什器類、民族などの「博物誌」相当記事、ロシアで訪問した諸施設や諸貴族の館の様子といった「見聞録」相当記事、ロシア文字や主なロシア語の単語を紹介する言語学的な記事など、幅広い記述に満ちている。見聞録の中には孤児院（幼院）に赤ちゃんポストが備えられている様子やその運用方法、サンクトペテルブルクの高級な政府公認の遊廓（娼家）で客である光太夫が、娼婦らから訪問のたびに逆に金品を贈られる様子など、興味深い記述も多い。
内容には、明らかな誤りや、極東地方の方言を標準ロシア語と思っていたと思われる記述もあるが、そもそも光太夫・磯吉は高等教育を受けた学者などではなく、本来は船頭と水夫である。しかし、光太夫らの記憶していた事項は驚くほど多種多様である。記憶違いなどに起因する明らかな間違いなどは甫周ができる限り注釈をいれて補正し、甫周の知識を超える事象についてはその旨を記している。

### 間違いの一例
本書では、光太夫らの記憶違いなどが明確な場合でも、まずは語ったままを記し、注釈の形で桂川甫周が正しいことを記している。たとえば年号の項目では「ロシアでは元号などがなく、ただ開国よりの年暦で年を記す。今年はロシアの暦では1793年にあたる。」という意味のことが書かれているが、注釈で「欧州諸国で用いている年暦はみな同じで、ロシアの開国を元年としているのではなく、みな耶蘇（キリスト）の降誕を元年としている。」という意味のことを書いている。もちろん甫周も気づかなかった誤りもあり、特にロシア皇室の家系の説明にそれが多く見られる。これらのことについても甫周は予測しており、巻頭の「凡例」で「外国のことはわかりにくいことが多いので、漂流民の述べたことは誤りも多いであろう。でも正誤にかかわらず今は聞いたままのことを記録する。内容の訂正は後の研究を待ちたい」という意味のことを書いている。